# Federico Callori di Vignale

Wapen

Federico Callori di Vignale (Vignale Monferrato, 15 december 1890 - Vaticaanstad, 10 augustus 1971) was een Italiaans geestelijke en kardinaal van de Rooms-Katholieke Kerk.
Callori di Vignale werd geboren in een adellijke familie en studeerde aan de Pauselijke Gregoriaanse Universiteit in Rome en aan de Pauselijke Ecclesiastische Academie, de diplomatenopleiding van de Heilige Stoel. Hij werd in 1917, daags na zijn zevenentwintigste verjaardag priester gewijd. Vanaf die dag werkte hij tot 1958 als pastoor in Rome. Paus Pius XI verhief hem in mei 1935 tot huisprelaat en even later werd hij kanunnik van het kapittel van de Sint-Pietersbasiliek en apostolisch protonotaris. In 1950 benoemde paus Pius XII hem tot pro-prefect van de pauselijke huishouding. In 1958 werd hij Pauselijk Huismeester.
Paus Paulus VI benoemde hem in 1965 tot titulair aartsbisschop van Maiuca. Hij werd gewijd door Eugène Tisserant, deken van het College van Kardinalen, waarbij Diego Venini en Pericle Felici optraden als medewijdende bisschoppen. Tijdens het consistorie van 22 februari van dat jaar werd hij kardinaal gecreëerd. De San Giovanni Bosco in via Tuscolana werd zijn titelkerk.
Hij overleed in Vaticaanstad en werd bijgezet in het familiegraf in Vignale Monferrato.
- Gemeinsame Normdatei: 109220251X
- International Standard Name Identifier: 0000 0000 6170 5072
- Virtual International Authority File: 88846439
- WorldCat: E39PBJwD3pBdkj76rRxWMbBpT3